# Macrobrachium atactum
Macrobrachium atactum är en kräftdjursart som beskrevs av Riek 1951. Macrobrachium atactum ingår i släktet Macrobrachium och familjen Palaemonidae.

## Underarter
Arten delas in i följande underarter:
- M. a. atactum
- M. a. ischnomorphum
- M. a. sobrinum